# Ratpenat d'orelles rodones de Carriker
El ratpenat d'orelles rodones de Carriker (Lophostoma carrikeri) és una espècie que es troba a Bolívia, el Brasil, Colòmbia, Guyana, el Perú, Surinam i Veneçuela.